# コンチェルト・グロッソ
コンチェルト・グロッソ（伊: concerto grosso）は、バロック時代に用いられた音楽形式の一つである。トリオ・ソナタのソロ群（コンチェルティーノ concertino）とオーケストラの総奏（リピエーノ ripieno — コンチェルト・グロッソとも呼ぶ）に分かれ、2群が交代しながら演奏する楽曲のことである。通常は4 - 6楽章によって構成されている。かつては合奏協奏曲（がっそうきょうそうきょく）という訳語が充てられたが、ソロ群のないコンチェルト・シンフォニアという形式が別に存在するため、合奏協奏曲という訳語は不適切であり、近年はそのままコンチェルト・グロッソと称することが多い。

## 歴史
この形式は、恐らく1680年頃にストラデッラによって開発された。彼は「コンチェルト・グロッソ」という単語こそ使わなかったが、いわゆる「コンチェルティーノ」と「リピエーノ」を個性的に組み合わせた音楽を初めて書いたとされる。最初の有名な合奏協奏曲の作曲家は、ストラデッラの友人のコレッリである。コレッリの死後、彼の作曲した12の合奏協奏曲（個々の楽章は、彼の遺作の中からばらばらに選ばれたようである）が出版され、すぐにヨーロッパ中に広まった。彼の作品は多くの人々により賞賛され、また模倣された。ジェミニアーニとトレッリはコレッリのスタイルで多くのコンチェルトを書き、またヴィヴァルディもコレッリから強い影響を受けた。
コレッリの時代には、大きく異なる2つの合奏協奏曲の様式があり、それぞれ重要であった。教会コンチェルト（concerto da chiesa）と 室内コンチェルト（concerto da camera）である。前者はより公的な場で演奏され、形式的には遅い（ラルゴもしくはアダージョ）楽章と早い（アレグロ）楽章の繰り返しにより構成されている。後者は、組曲に近い性格を持っており、前奏曲による導入部と、当時流行していたいくつかの舞曲から構成されている。これらの区別は、のちには曖昧になっていった。
コレッリのもっとも有名なコンチェルトは、クリスマス協奏曲と呼ばれる8番 ト短調であろう。この曲は烈しいアレグロと、通常はクリスマスイヴにのみ演奏されるべき任意のパストラーレで閉じられる。しかしこのパストラーレは大変に人気があるため、時節に関わらず演奏されることがある。
コレッリのコンチェルティーノは2本のヴァイオリンと1本のチェロによって構成される。リピエーノは弦楽アンサンブルが担当し、両者はともに通奏低音によって伴奏される。コレッリの時代、特に教会コンチェルトの場合には、オルガンやリュートが通奏低音として用いられていたと考えられているが、現在においてはチェンバロのみを使用することも多い。（詳しくは通奏低音の項を参照）
合奏協奏曲を作曲した有名な作曲家としては、リピエーノを拡大して管楽器を追加したヘンデルがいる。また、J.S.バッハもブランデンブルク協奏曲を大まかに合奏協奏曲の形式に沿って作曲している。特に、第2番はリコーダー、オーボエ、トランペット、そして独奏ヴァイオリンによるコンチェルティーノを持っている。
合奏協奏曲の形式は、バロック音楽に影響を受けた20世紀の作曲家（イーゴリ・ストラヴィンスキー、ヘンリー・カウエル、ヴォーン・ウィリアムズ、ブロッホ、マルティヌー、オルウィン、シュニトケ、グラスなど）によって限定的にではあるが使われている。また、19世紀の作曲家でもベートーヴェンの三重協奏曲、ブラームスの二重協奏曲のような例がわずかに存在する。なお、協奏交響曲の項も参照のこと。

## 合奏協奏曲集を残した作曲家
生誕年代順
- ゲオルク・ムッファト （1653年 - 1704年）[2]
- アルカンジェロ・コレッリ （1653年 - 1713年）
- ジュゼッペ・トレッリ （1658年 - 1709年）
- アレッサンドロ・スカルラッティ （1660年 - 1725年）
- エヴァリスト・ダッラーバコ （1675年 - 1742）[3]
- アントニオ・ヴィヴァルディ （1678年 - 1741年）
- ピエトロ・カストルッチ （1679年 - 1752年） [4]
- フランチェスコ・ドゥランテ （1684年 - 1755年）
- フランチェスコ・マンフレディーニ （1684年 - 1762年）
- ヨハン・ゼバスティアン・バッハ （1685年 - 1750年）
- ゲオルク・フリードリヒ・ヘンデル （1685年 - 1759年）
- ベネデット・マルチェッロ （1686年 - 1739年）
- ウィレム・デ・フェッシュ （1687年 - 1761年） [5]
- フランチェスコ・ジェミニアーニ （1687年 - 1762年）
- ウニコ・ヴィルヘルム・ファン・ヴァッセナール （1692年 - 1766年）
- ピエトロ・ロカテッリ （1695年 - 1764年）
- チャールズ・エイヴィソン （1709年 - 1770年）
- ピーター・ヘレンダール（英語版） （1721年 - 1799年）[6]